# Alex Pohl

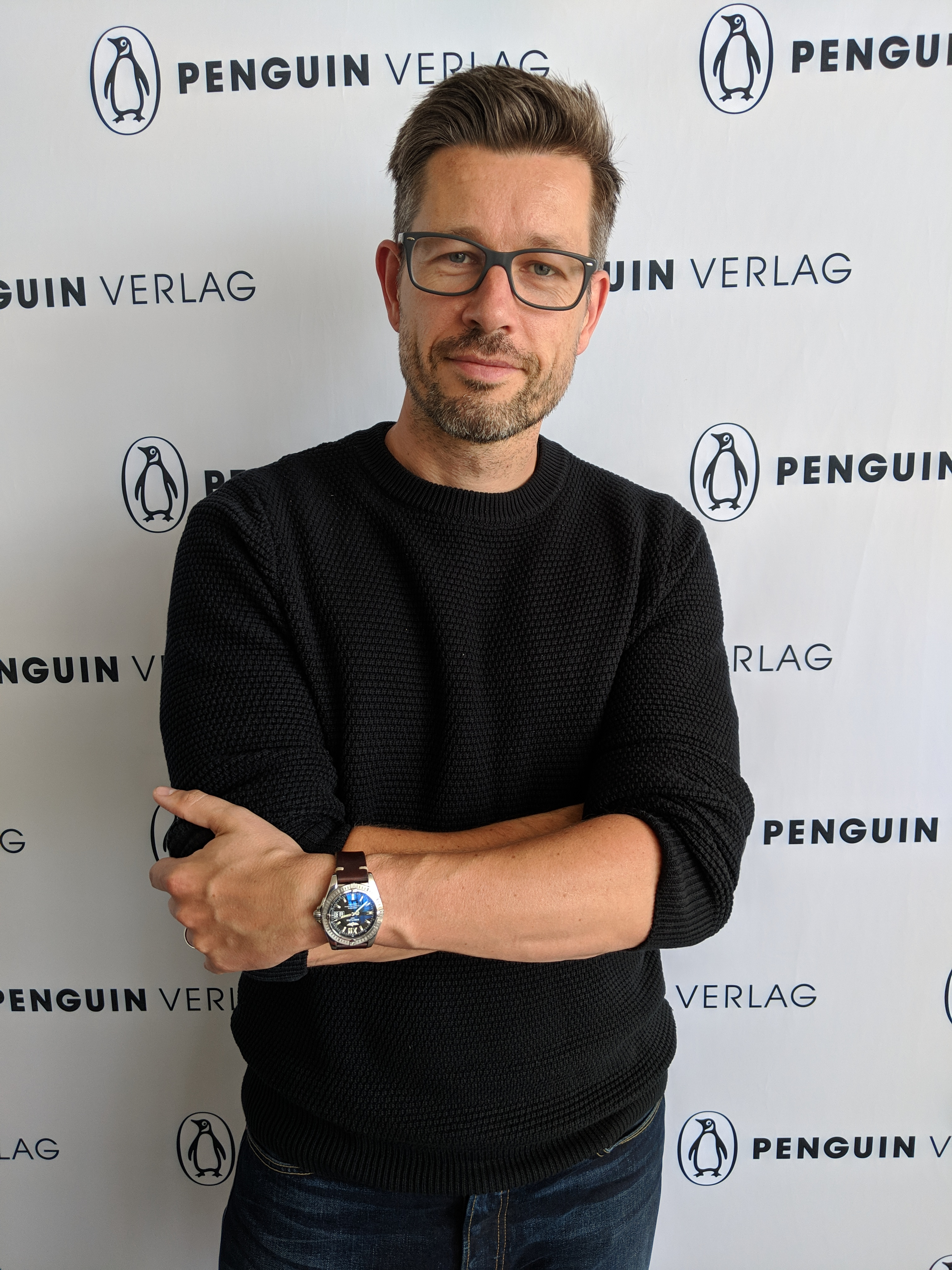
Alex Pohl (2019)

Alex(ander) Pohl (* 24. Mai 1977 in Karl-Marx-Stadt) ist ein deutscher Schriftsteller.

## Leben und Werk
Alexander Pohl studierte Elektrotechnik an der Technischen Universität Chemnitz. Danach arbeitete er unter anderem als Ingenieur, Tontechniker und Berufsmusiker. Seit 2011 lebt er als freier Autor in Leipzig.
Alex Pohls Bücher sind den Genres Kriminalroman und Thriller zuzuordnen. Bisher erschienen unter dem Pseudonym Oliver Moros die Krimireihe Edel & Stein ermitteln sowie von ihm eine Krimireihe um die Leipziger Kripo-Ermittler Hanna Seiler und Milo Novic und eine Thrillerreihe für Jugendliche. Er ist außerdem Co-Autor des Thrillers Abgefackelt: Ein Paul-Herzfeld Thriller von Michael Tsokos. Pohl veröffentlicht darüber hinaus unter dem Pseudonym L.C. Frey Thriller und Kriminalromane im Selbstverlag. Unter dem Pseudonym Ina Straubing erschien zudem ein Liebesroman und unter Rita Hansen Krimiromane.

## Bibliografie

### Romane

#### Seiler-und-Novic-Reihe
- Eisige Tage – Ein Fall für Seiler und Novic, Band 1. Penguin Verlag, München 2019, ISBN 978-3-328-10323-3
- Heißes Pflaster – Ein Fall für Seiler und Novic, Band 2. Penguin Verlag, München 2020, ISBN  978-3-328-10324-0

#### Forever-Ida-Reihe
- Forever, Ida – Und raus bist du – Die Forever-Ida-Reihe, Band 1. cbt Verlag, München 2021, ISBN 978-3-570-31349-7
- Forever, Ida – Wir oder ihr – Die Forever-Ida-Reihe, Band 2. cbt Verlag, München 2021, ISBN 978-3-570-31350-3
- Forever, Ida – Endspiel – Die Forever-Ida-Reihe, Band 3. cbt Verlag, München 2022, ISBN 978-3-570-3149-06

#### Als Co-Autor von Michael Tsokos
- Abgefackelt: Ein Paul-Herzfeld Thriller. Droemer Knaur, München 2020, ISBN 978-3-426-52440-4

#### Unter dem Pseudonym Ina Straubing
- Die Liebe ist ein Trampeltier. Montlake Romance, Seattle, 2015, ISBN 978-1-503-94611-8

### Sachbuch
- Als L.C. Frey: Story Turbo: Der Praxis-Ratgeber mit System: Schreiben Sie Ihr bestes Buch in 4 Wochen oder weniger! Mit Schritt-für-Schritt-Anleitung und vielen Beispielen. Selbstverlag, Leipzig 2017, ISBN 978-1-548-48228-2

### Anthologien
- CRIME DAY - Stories 2021 – 16 spannende Leseproben von Bernhard Aichner, Karsten Dusse, Lucy Foley, Charlotte Link und vielen weiteren Autoren. btb Verlag, München 2021, ISBN 978-3-641-28438-1.

### Hörbücher
- Eisige Tage – Ein Fall für Seiler und Novic, Band 1. Gelesen von Achim Buch. Penguin Verlag, München 2019 der Hörverlag, München 2019, ISBN 9783844530339
- Als Ina Straubing: Die Liebe ist ein Trampeltier. Gelesen von Svantje Wascher. Montlake Romance, Seattle, 2015, ISBN 978-1-503-94611-8